# ديفيد لان (سياسي)
ديفيد لان (بالصينية: 藍鴻震) هو قاضي صلح ‏ وسياسي صيني، ولد في 29 مايو 1940. انتخب عضو في اللجنة الوطنية لجمهورية الصين الشعبية خلال فترته النيابية ‏.